# Methyl cellulose
Methyl cellulose (hoặc methylcellulose) là một hợp chất hóa học có nguồn gốc từ cellulose. Nó được bán dưới nhiều tên thương mại khác nhau và được sử dụng làm chất làm đặc và chất nhũ hóa trong các sản phẩm thực phẩm và mỹ phẩm khác nhau, và cũng như một thuốc nhuận tràng tạo khối. Giống như cellulose, nó không tiêu hóa, không độc hại và không gây dị ứng.
Năm 2016, đây là loại thuốc được kê đơn nhiều thứ 155 tại Hoa Kỳ với hơn 4 triệu đơn thuốc.

## Công dụng
Methyl cellulose có một loạt các ứng dụng.

### Y khoa

#### Táo bón
Methyl cellulose được sử dụng để điều trị táo bón.  Hiệu ứng thường xảy ra trong vòng ba ngày.  Nó được uống bằng miệng và được khuyến nghị với đủ nước.  Tác dụng phụ có thể bao gồm đau bụng.  Nó được phân loại là một thuốc nhuận tràng hình thành số lượng lớn. Nó hoạt động bằng cách tăng lượng phân hiện tại giúp cải thiện các cơn co thắt ruột.
Nó có sẵn dưới dạng thuốc không kê đơn. Một tháng cung cấp ở Vương quốc Anh tiêu tốn của NHS khoảng 5,30 bảng Anh vào năm 2019. Nó được bán dưới tên thương hiệu Citrucel trong số những người khác.

#### Nước mắt nhân tạo và nước bọt
Đặc tính bôi trơn của methyl cellulose có lợi ích đặc biệt trong điều trị khô mắt. Các giải pháp có chứa methyl cellulose hoặc các dẫn xuất cellulose tương tự được sử dụng thay thế cho nước mắt hoặc nước bọt nếu việc sản xuất tự nhiên các chất lỏng này bị xáo trộn.

#### Sản xuất thuốc
Methyl cellulose được sử dụng trong sản xuất viên nang, nó có thể ăn được và không độc hại cung cấp một thay thế chay cho việc sử dụng gelatin.

### Sản phẩm tiêu dùng

#### Chất làm đặc và chất nhũ hóa
Methyl cellulose rất thỉnh thoảng được thêm vào dầu gội tóc, bột nhão răng và xà phòng lỏng, để tạo ra sự nhất quán dày đặc trưng của chúng. Điều này cũng được thực hiện cho thực phẩm, ví dụ như kem lạnh hoặc bánh quế. Methyl cellulose cũng là một chất nhũ hóa quan trọng, ngăn chặn sự tách hai chất lỏng hỗn hợp vì nó là chất ổn định nhũ tương.
Số E của methyl cellulose làm phụ gia thực phẩm là E461. E464 là Hydroxypropylcellulose và hòa tan tốt hơn trong nước.
Methyl cellulose (còn gọi là "Vivapur", được sản xuất bởi J. RETTENMAIER & Söhne Group, "Methocel", được sản xuất bởi Dow Chemical hoặc "Mecellose", được sản xuất bởi Samsung Fine Chemicals) cũng được sử dụng làm chất biến đổi lưu biến sơn để chống chảy xệ sơn.

#### Bếp cao cấp
Methyl cellulose, dưới dạng gel, có đặc tính duy nhất là thiết lập khi nóng và tan chảy khi lạnh. Tiềm năng ẩm thực của khách sạn này hiện đang được khám phá tại Đại học Nottingham.

#### Dầu bôi trơn
Methyl cellulose có thể được sử dụng trong chất bôi trơn cá nhân; nó là thành phần chính trong KY Jelly.

### Vật liệu xây dựng
Methyl cellulose tìm thấy một ứng dụng chính là phụ gia hiệu suất trong vật liệu xây dựng. Nó được thêm vào hỗn hợp vữa khô để cải thiện các tính chất của vữa như khả năng làm việc, thời gian mở và điều chỉnh, giữ nước, độ nhớt, độ bám dính trên bề mặt, v.v. Methyl cellulose cấp xây dựng không được xác định với methyl cellulose cấp thực phẩm và dược phẩm và hydroxypropyl methyl cellulose, vì nó có thể được liên kết chéo với glyoxal để phân tán dễ dàng trong nước.
Các vật liệu xây dựng có thể là xi măng hoặc dựa trên thạch cao. Các ví dụ đáng chú ý của vữa hỗn hợp khô sử dụng methyl cellulose bao gồm keo dán gạch, EIFS, thạch cao cách điện, thạch cao được trát bằng tay và phun bằng máy, vữa, sàn tự san phẳng, tấm xi măng ép đùn, lớp phủ skim, lớp trám khe. Cách sử dụng thông thường là khoảng 0,2% - 0,5% tổng khối lượng bột khô cho hỗn hợp khô.
Các dẫn xuất của methyl cellulose cải thiện các đặc tính hiệu suất bao gồm hydroxypropyl methyl cellulose (HPMC) và hydroxyethyl methyl cellulose (HEMC). Các dẫn xuất này thường cải thiện các đặc tính như giữ nước, chống trượt bề mặt thẳng đứng, thời gian mở, v.v.

#### Keo và chất kết dính
Methyl cellulose có thể được sử dụng như một chất keo nhẹ có thể được rửa sạch bằng nước. Điều này có thể được sử dụng trong việc sửa chữa các tác phẩm nghệ thuật tinh tế cũng như trong bảo tồn sách để nới lỏng và làm sạch keo cũ từ gai và sách.
Methyl cellulose là thành phần chính trong nhiều loại giấy dán tường. Nó cũng được sử dụng như một chất kết dính trong bút chì màu pastel và cũng là một chất kết dính trong thuốc.

#### Định cỡ giấy và dệt
Methyl cellulose được sử dụng làm kích cỡ trong sản xuất giấy và dệt may vì nó bảo vệ các sợi khỏi hấp thụ nước hoặc dầu.

### Nuôi cấy tế bào
Methyl cellulose cũng được sử dụng trong nuôi cấy tế bào để nghiên cứu sự nhân lên của virus. Nó được hòa tan trong cùng một môi trường chứa chất dinh dưỡng, trong đó các tế bào thường phát triển. Một lớp tế bào duy nhất được phát triển trên một bề mặt phẳng, sau đó bị nhiễm virus trong một thời gian ngắn. Sức mạnh của mẫu virus được sử dụng sẽ xác định có bao nhiêu tế bào bị nhiễm bệnh trong thời gian này. Môi trường methyl cellulose dày sau đó được thêm vào trên cùng của các tế bào thay cho môi trường lỏng thông thường. Khi virus nhân lên trong các tế bào bị nhiễm bệnh, chúng có thể lây lan giữa các tế bào có màng chạm vào nhau, nhưng bị giữ lại khi chúng xâm nhập vào methyl cellulose. Chỉ các tế bào lân cận một tế bào bị nhiễm bệnh sẽ bị nhiễm bệnh và chết. Điều này để lại các vùng nhỏ của các tế bào chết được gọi là mảng trong một nền lớn hơn của các tế bào sống không bị nhiễm bệnh. Số lượng các mảng được hình thành được xác định bởi độ bền của mẫu ban đầu.

#### Chất ức chế vận động của vi khuẩn và nguyên sinh
Các dung dịch methyl cellulose nước đã được sử dụng để làm chậm sự di động của tế bào vi khuẩn và nguyên sinh để kiểm tra chặt chẽ hơn. Thay đổi lượng methyl cellulose trong dung dịch cho phép điều chỉnh độ nhớt của dung dịch.

#### Biệt hóa tế bào gốc
Methyl cellulose được sử dụng theo các cách tiếp cận phổ biến nhất để định lượng nhiều tổ tiên tạo máu có dòng dõi hoặc đơn dòng, được gọi là tế bào hình thành khuẩn lạc (CFC) hoặc các đơn vị hình thành khuẩn lạc (CFU), kết hợp với các chất bổ sung nuôi cấy thúc đẩy sự tăng sinh và biệt hóa của chúng, và cho phép các thế hệ vô tính của một tế bào tiền thân duy nhất ở lại với nhau và do đó tạo thành một nhóm các tế bào trưởng thành hơn.

### Hóa học
Nó là một loại bột trắng ưa nước ở dạng tinh khiết và hòa tan trong nước lạnh (nhưng không phải trong nước nóng), tạo thành một dung dịch hoặc gel trong suốt.
Methyl cellulose được sử dụng làm phụ gia đệm trong điện di mao quản để kiểm soát dòng điện di để phân tách được cải thiện.

### Hiệu ứng đặc biệt
Sự xuất hiện mỏng manh của một chế phẩm thích hợp của methyl cellulose với nước, ngoài các đặc tính không độc hại, không dị ứng và ăn được của nó, làm cho nó trở nên phổ biến để sử dụng trong các hiệu ứng đặc biệt cho hình ảnh chuyển động và truyền hình ở bất cứ nơi nào cần phải mô phỏng. Trong bộ phim Ghostbuster, chất gooey mà các thực thể siêu nhiên dùng để "làm chất nhờn" Ghostbuster chủ yếu là dung dịch methyl cellulose nước dày. Người Aliens rỉ ra và nhỏ giọt rất nhiều methyl cellulose, đặc biệt là nữ hoàng.     
Methyl cellulose cũng đã được sử dụng để mô phỏng các vật liệu nóng chảy một cách an toàn. Trong một số bộ phim Terminator, nó được chiếu sáng lại bằng gel màu và phim để tái tạo ánh sáng nóng của sắt trong những chiếc thang lớn dùng để vận chuyển kim loại từ lò nung đến các khuôn và hình dạng khác nhau.     Methyl cellulose cũng là một phần thay thế cho dòng dung nham ở Los Angeles trong Volcano và trên bề mặt núi lửa của Mustafar, trong Star Wars: Episode III - Revenge of the Sith.     

## Hóa học
Methyl cellulose không xảy ra tự nhiên và được sản xuất tổng hợp bằng cách đun nóng cellulose bằng dung dịch xút (ví dụ dung dịch natri hydroxide) và xử lý bằng methyl chloride. Trong phản ứng thế mà sau, các hydroxyl cặn bã (-OH nhóm chức) được thay thế bằng metoxit (-OCH 3 nhóm).
Các loại methyl cellulose khác nhau có thể được điều chế tùy thuộc vào số lượng nhóm hydroxyl được thay thế. Cellulose là một polymer bao gồm nhiều phân tử glucose liên kết, mỗi phân tử phơi bày ba nhóm hydroxyl. Mức độ thay thế (DS) của một dạng methyl cellulose nhất định được định nghĩa là số lượng trung bình của các nhóm hydroxyl thay thế trên mỗi glucose. Do đó, tối đa lý thuyết là DS là 3.0, tuy nhiên các giá trị tiêu biểu hơn là 1.3-2.6.
Các chế phẩm methyl cellulose khác nhau cũng có thể khác nhau về chiều dài trung bình của xương sống polymer của chúng.

## Độ hòa tan và nhiệt độ
Methyl cellulose có nhiệt độ dung dịch tới hạn (LCST) thấp hơn giữa 40 °C và 50 °C. Ở nhiệt độ dưới LCST, nó dễ dàng hòa tan trong nước; ở trên LCST, nó không hòa tan, có tác dụng nghịch lý là đun nóng dung dịch methyl cellulose bão hòa sẽ biến nó thành chất rắn, vì methyl cellulose sẽ kết tủa. Nhiệt độ mà điều này xảy ra phụ thuộc vào giá trị DS, với giá trị DS cao hơn cho độ hòa tan thấp hơn và nhiệt độ kết tủa thấp hơn vì các nhóm hydroxyl cực được che lấp.
Tuy nhiên, việc chuẩn bị dung dịch methyl cellulose bằng nước lạnh là khó khăn: vì bột tiếp xúc với nước, một lớp gel hình thành xung quanh nó, làm chậm đáng kể sự khuếch tán của nước vào bột, do đó bên trong vẫn khô. Cách tốt hơn là trước tiên trộn bột với nước nóng, để các hạt methyl cellulose được phân tán tốt (và do đó có diện tích bề mặt hiệu quả cao hơn nhiều) trong nước, và làm nguội sự phân tán này trong khi khuấy, dẫn đến nhiều hơn hòa tan nhanh chóng các hạt đó.